# Consiglio di difesa croato

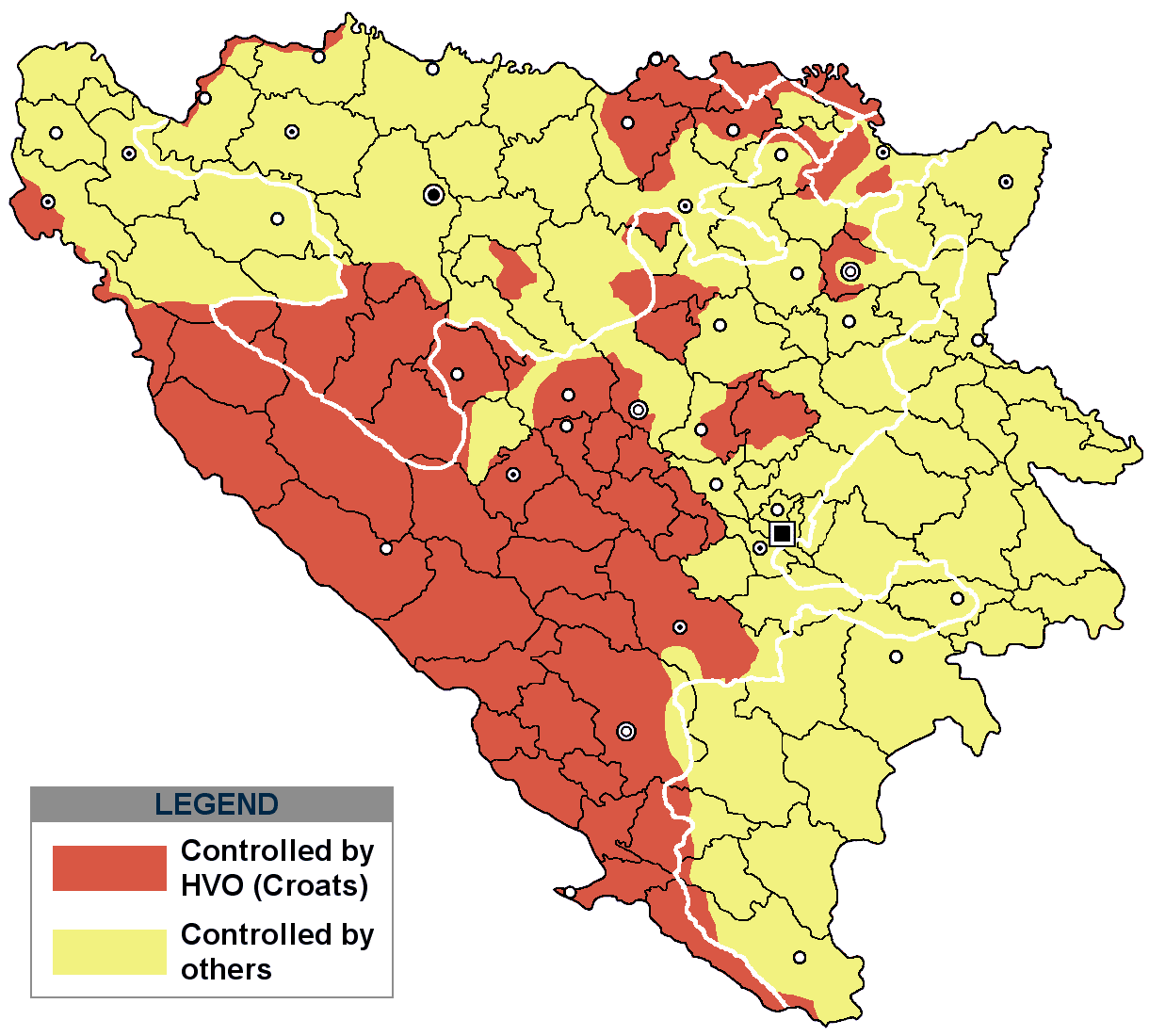
Territori controllati dal Consiglio di difesa croato e dall'esercito della Bosnia ed Erzegovina durante la guerra in Bosnia

Il Consiglio di difesa croato (in croato: Hrvatsko vijeće obrane, HVO) è stato l'esercito della Repubblica Croata dell'Erzeg-Bosnia, l'entità autonoma dei croati di Bosnia ed Erzegovina.

## Storia

### Guerra d'indipendenza croata
Dopo la proclamazione dell'indipendenza della Croazia e la dissoluzione della ex-Jugoslavia nel settembre del 1991 l'Esercito federale jugoslavo nel corso dell'operazione militari d'assedio di Dubrovnik distrusse il piccolo villaggio di Ravno, all'interno del territorio bosniaco ma abitato da croati e il 19 settembre l'Esercito Federale spostò alcune truppe nei pressi della città di Mostar, provocando le proteste delle autorità locali.
I croati dell'Erzegovina, allo scopo di proteggere i loro interessi nazionali e preoccupati dall'idea che i Serbi stessero per attuare il progetto della "Grande Serbia", occupando parte del territorio bosniaco, con l'aiuto del presidente croato Franjo Tuđman (il cui partito, HDZ mirava a sua volta ad attuare il progetto della "Grande Croazia"), il 18 novembre 1991 proclamarono unilateralmente la nascita della Comunità croata dell'Herceg Bosna con capitale Mostar ed un'autonomia politica, culturale, economica e territoriale, all'interno del territorio della Bosnia ed Erzegovina.

### Guerra in Bosnia ed Erzegovina

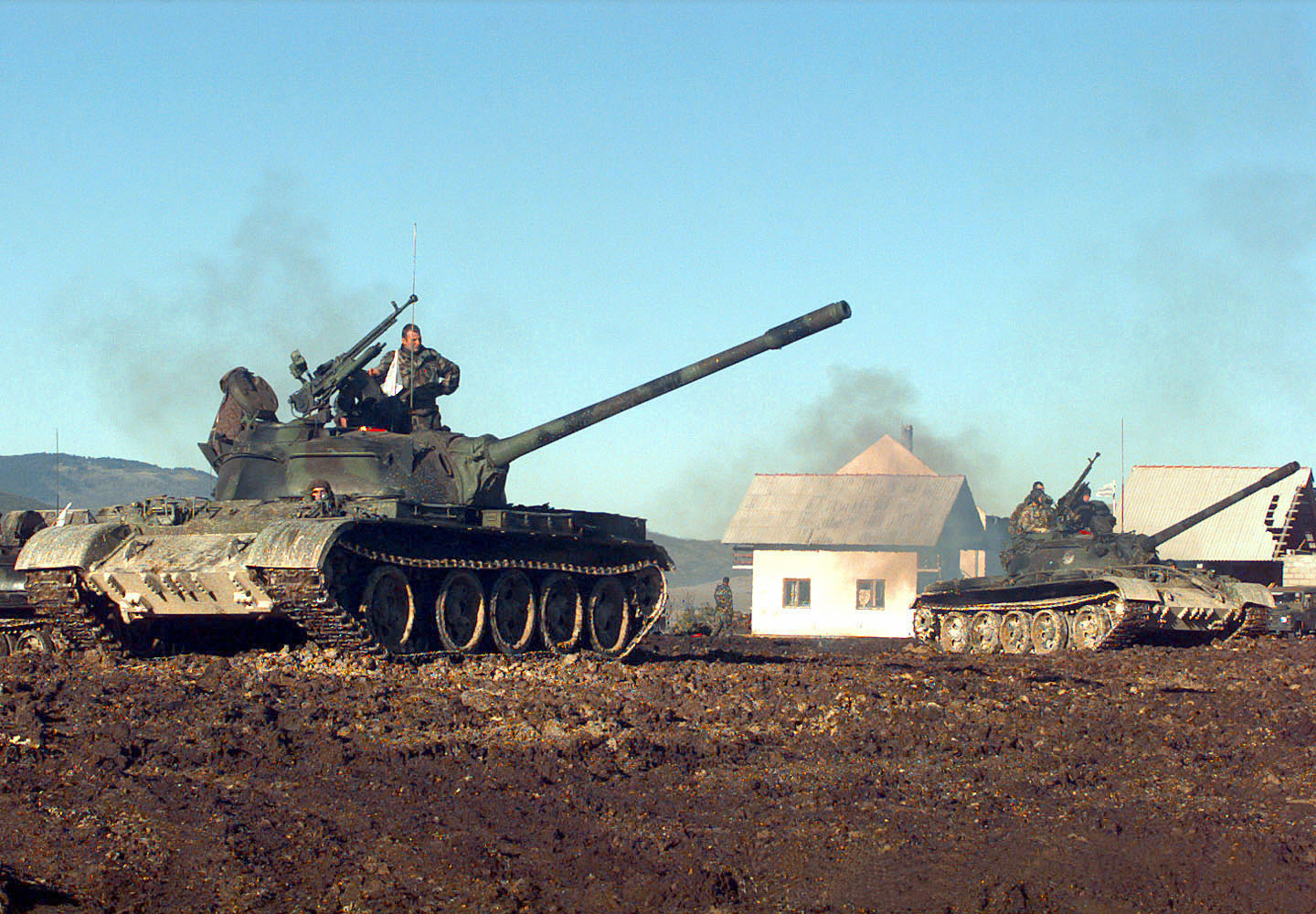
Carro armato T-55 del Consiglio di difesa croato

Il 25 gennaio 1992 il Parlamento della Bosnia ed Erzegovina decise di organizzare un referendum sull'indipendenza della Repubblica, nonostante l'opposizione dei Serbo-bosniaci, con il Partito Democratico Serbo di Radovan Karadžić, Il partito che maggiormente rappresentava i Serbi di Bosnia che fece subito sapere che i suoi uomini si sarebbero opposti in qualsiasi modo all'indipendenza. Il referendum, tenutosi tra il 29 febbraio e il 1º marzo successivi vide il 64% dei cittadini esprimersi a favore dell'indipendenza.
I risultati del referendum acuirono la crisi, con l'Esercito Jugoslavo che nell'aprile 1992 occupò i punti strategici del territorio della Bosnia Erzegovina, e i vari gruppi etnici che si organizzarono in formazioni militari, tra cui il Consiglio di difesa croato che, formatosi l'8 aprile 1992, nei primi due mesi di combattimento fu l'unica forza a fronteggiare le milizie serbe di Ratko Mladić.
Il quartier generale del Consiglio di difesa croato era a Mostar e il comando era diviso in quattro zone operative: Sud-Est, Sud-Ovest (in Erzegovina), Bosnia Centrale e Posavina. Le prime tre zone erano abbastanza vicine tra loro, mentre la Posavina era completamente isolata al Nord al confine croato sulla riva destra della Sava e dipendeva totalmente dall'appoggio della Croazia.
Inizialmente i Bosniaci e i Croati combatterono alleati contro i Serbi, i quali erano dotati di armi più pesanti e controllavano gran parte del territorio rurale, con l'eccezione delle grandi città di Sarajevo e Mostar. Nel 1993, dopo il fallimento del piano che prevedeva la divisione del Paese in tre parti etnicamente pure, scoppiò un conflitto armato tra Bosgnacchi, i bosniaci musulmani, e croati sulla spartizione del territorio nazionale, con i croati che il 28 agosto 1993 proclamarono la Repubblica Croata dell'Herceg Bosna con lo scopo di aggregare la regione di Mostar alla Croazia, nazione il cui primo articolo costituzionale afferma che "La Croazia è lo stato dei croati", premessa che già nel 1991-1992 aveva spinto alla secessione le popolazioni serbe residenti in Croazia nella regione delle Krajine.
La Croazia stessa fu coinvolta sempre più direttamente nella guerra in Bosnia ed Erzegovina con alcune fra le persone più vicine a Tuđjman che provenivano dalla regione dell'Erzegovina e sostenevano finanziariamente e militarmente i Croati di Bosnia. La città di Mostar, già precedentemente danneggiata ed assediata dai Serbi, fu costretta alla resa dalle forze croato-bosniache e il suo centro storico venne bombardato dai Croati, che il 9 novembre 1993 distrussero il famoso Stari Most il vecchio ponte del XVI secolo che unisce le due parti della città divise dalla Narenta. Il ponte precedentemente era stato danneggiato dai bombardamenti serbi già nel 1992 e sia i serbi che i croati vedevano nel ponte costruito per volere del sultano ottomano Solimano il Magnifico un simbolo della cultura islamica e quindi da distruggere in quanto tale.
I colloqui di pace si svolsero con la mediazione degli Stati Uniti e si conclusero nel marzo 1994 con gli accordi di Washington e la creazione di una Federazione Croato-Musulmana e un'alleanza tra Croazia e Bosnia ed Erzegovina ratificata a Spalato il 22 luglio 1995 tra i presidenti Tuđjman e Izetbegović.
Nell'estate del 1995 le milizie del Consiglio di difesa croato furono protagonista della controffensiva croata nei territori della Bosnia Erzegovina ancora occupati dai serbi e prendendo anche parte all'Operacija Oluja nei territori della Repubblica Serba di Krajina, operazioni tuttora sotto i riflettori del Tribunale Internazionale dell'Aja per i crimini di guerra e i crimini contro l'umanità commessi dalle milizie paramilitari croato-bosniache unitamente alle forze armate della Croazia.
Con i successivi accordi di Dayton che misero fine definitivamente alla guerra in Bosnia, la milizia del Consiglio di difesa croato venne sciolta confluendo nell'esercito regolare bosniaco.

## Crimini di Guerra
Molti membri del Consiglio di Difesa Croato sono stati incriminati dal Tribunale penale internazionale per l'ex-Jugoslavia per i crimini commessi durante la guerra contro i civili bosgnacchi e serbi.
Il Consiglio di Difesa Croato si è reso colpevole del Massacro di Ahmići, di vari altri massacri e più in generale della pulizia etnica nella valle di Lašva contro i civili bosgnacchi.